# Autopista Norte (Bogota)

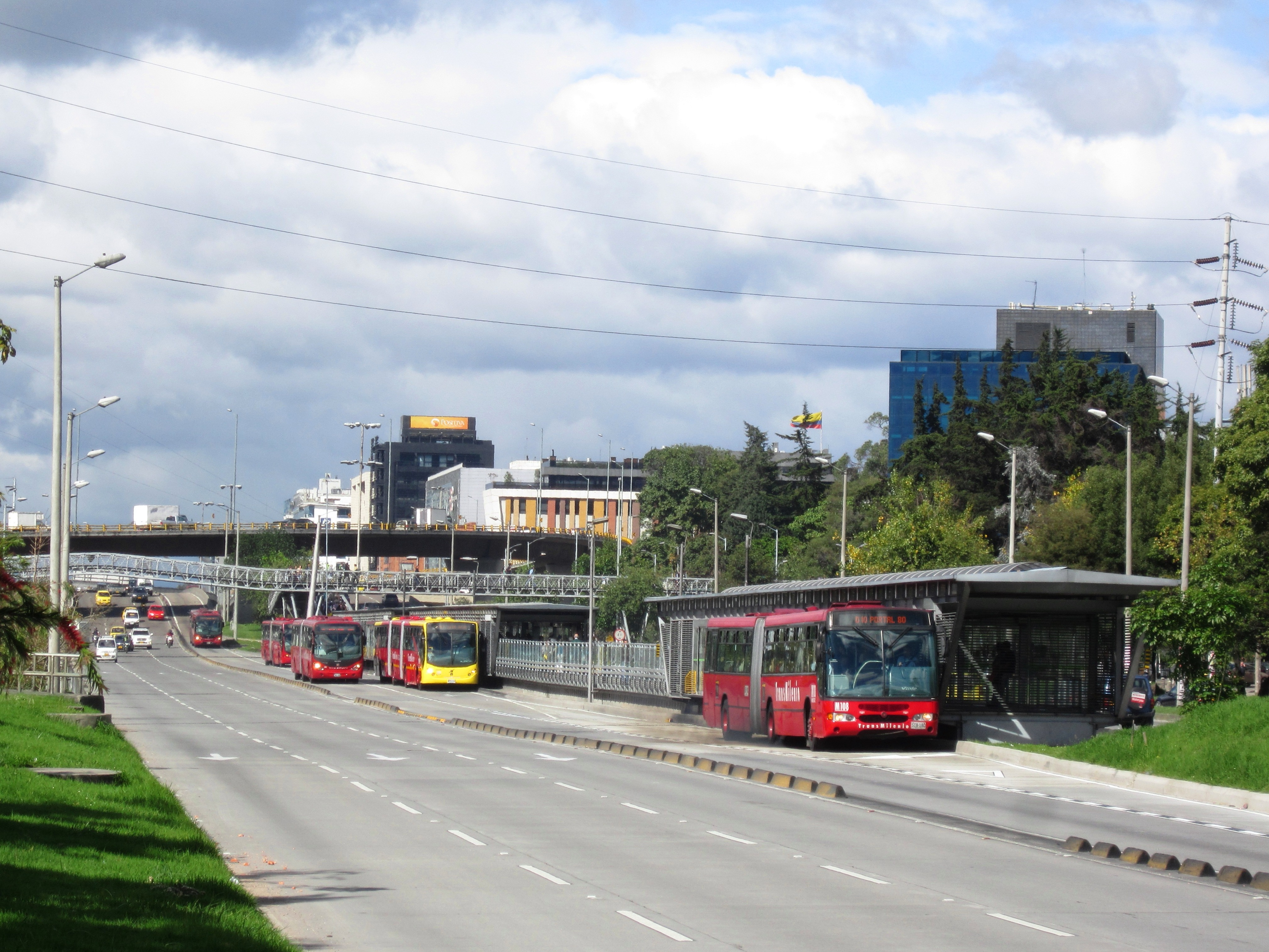
Silnice z mostu.

Dálnice Autopista Norte v kolumbijském hlavním městě Bogotě (též zvaná španělsky Autopista paseo de los libertadores – dálnice cesty osvoboditelů) je hlavní komunikací ve městě, prochází jím jako severo-jižní magistrála.
Její první úsek byl vybudován v roce 1956 a od té doby se neustále prodlužuje. V současné době tak jedna z kolumbijských dálnic plynule přechází v tuto komunikaci, významnou i z hlediska MHD. Středovým pruhem dálnice totiž jezdí autobusy systému TransMilenio, konkrétně linky B. Dálnice končí jižně od centra města u rozsáhlého terminálu a křižovatky Los Héroes, kde se na ní napojují další významné komunikace podobného typu.